# Druhý nikajský koncil
Druhý nikajský koncil (nicejský, 24. září 787 – 23. října 787) byl ekumenický koncil ve městě Nikaia. Specifikoval správné vnímání úcty k obrazům a ostatkům svatých a ukončil na Východě první fázi obrazoborectví.
Svolání tohoto koncilu iniciovala císařovna matka Irena, vládnoucí za svého syna Konstantina VI. Na koncilu byla schválena ikonodulie, čímž byly negovány výsledky koncilu v Hiereii z roku 754, který naopak podpořil ikonoklastické učení.